# Caldono
Caldono – miasto w Kolumbii, w departamencie Cauca.